# بير بداغ
بير بداغ هي قرية في مقاطعة كوثر، إيران. عدد سكان هذه القرية هو 316 في سنة 2006.